# قصر الاتحادية
قصر رئاسة الجمهورية بمصر الجديدة أو قصر العروبة أو قصر الاتحادية أو قصر هليوبوليس يقع في هليوبوليس، مصر الجديدة بالقاهرة، هو قصر العمل الرسمي
لرئاسة الجمهورية في مصر، والذي يستقبل فيه رئيس الجمهورية في مصر الوفود الرسمية الزائرة ويقع في حي هليوبوليس (مصر الجديدة) الراقي شرق القاهرة.

## معمار القصر
افتتح قصر هليوبوليس (مصر الجديدة) في البداية كفندق جراند أوتيل (Grand Hotel) حيث افتتحته الشركة الفرنسية المالكة في الأول من ديسمبر 1910 كباكورة فنادقها الفاخرة في أفريقيا.
و صمم القصر المعماري البلجيكي ارنست جاسبار حيث احتوي علي 400 حجرة إضافة إلي 55 شقة خاصة وقاعات بالغة الضخامة، وتم بناء القصر من قبل شركتين للإنشاءات كانتا الأكبر في مصر في ذلك الوقت هما شركة «ليو رولين وشركاه» وشركة «بادوفا دينتامارو وفيرو»، فيما قامت شركة ميسس سيمنز آند شوبيرت في برلين بمد الوصلات الكهربائية والتجهيزات.
تم تأثيث حجرات المبنى آنذاك بأثاث فاخر وتحديدا من طرازي لويس الرابع عشر ولويس الخامس عشر، أما القاعة المركزية الكبرى فقد كانت مكلفة فقد وضعت بها ثريات ضخمة من الكريستال كانت الأضخم في عصرها وكانت تحاكي الطراز الشرقي.
بالنسبة لقبة قصر فندق هليوبوليس فارتفاعها يبلغ 55 مترا من الأرض وحتي السقف، وتبلغ مساحة القاعة الرئيسية 589 مترا مربعا وصممها ألكسندر مارسيل وقام بشؤون الديكور بها جورج لوي كلود وتم فرشها بسجاد شرقي فاخر ووضعت بها مرايا من الأرض إلي السقف أيضا مدفأة ضخمة من الرخام كما وضع 22 عمودا إيطاليا ضخما من الرخام.
كان في الجهة الأخرى من القاعة الكبرى توجد قاعة طعام فاخرة تكفي 150 مقعدا وقاعة أخرى ضمت 3 طاولات بلياردو منها اثنتين كبيرتي الحجم من طراز ثرستون. أما الأثاث الذي كان من خشب الموهاجني فقد جيء به من لندن فيما ضمت الحجرات العلوية مكاتب وأثاثا من خشب البلوط جيء بها من محلات «كريجير» في باريس.

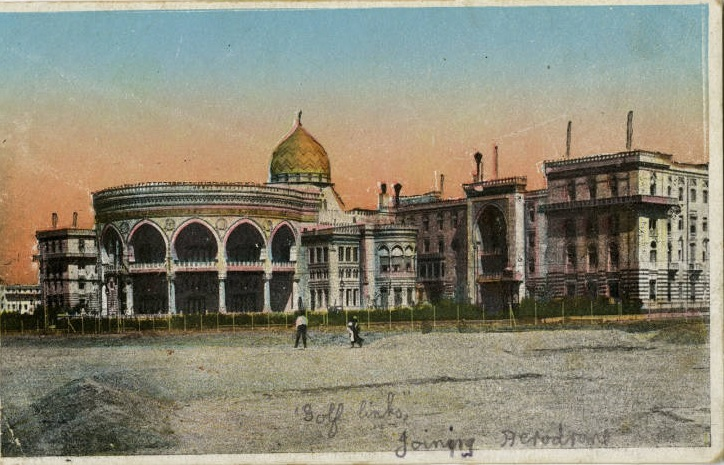
Postcard of the Heliopolis Palace Hotel

الطابق السفلي ومنطقة العاملين كان من الضخامة بحيث تم تركيب سكة حديدية خاصة بطول الفندق وكانت تعبر مكاتب الإدارة والمطابخ والثلاجات والمخازن ومخازن الطعام والعاملين.

## الفندق
اعتبر الفندق من أفخم الفنادق آنذاك وكان معماره المتميز ما لفت إليه النظر وأصبح عامل جذب سياحي للعديد من الشخصيات الملكية في مصر وخارجها إضافة إلي رجال الأعمال الأثرياء وكان من ضمن نزلاء القصر ميلتون هيرشي مؤسس ومالك شركة هيرشي للشيكولاتة الأمريكية الشهيرة، وجون بيربونت مورجان الاقتصادي والمصرفي الأمريكي الشهير ومؤسس مجموعة J. P. Morgan الأمريكية، والملك ألبير الأول ملك بلجيكا وزوجته الملكة إليزابيث دو بافاريا.
عاصر فندق قصر هليوبوليس الحربين العالميتين مما عزز نشاطات القصر من الشخصيات الوافدة كما تحول في بعض الفترات من الحربين إلي مستشفي عسكري ومكان لتجمع الضباط من قبل سلطة الاحتلال البريطاني في مصر.

## مقر رئاسي
في الستينيات استعمل القصر الذي صار مهجوراً بعد فترة من التأميم كمقر لعدة إدارات ووزارات حكومية.
في يناير العام 1972 في فترة رئاسة السادات لمصر صار القصر مقرا لما عرف باتحاد الجمهوريات العربية الذي ضم آنذاك كلا من مصر،سوريا وليبيا ومنذ ذاك الوقت عرف باسمه الحالي غير الرسمي «قصر الاتحادية» أو «قصر العروبة».
في الثمانينيات وضعت خطة صيانة شاملة للقصر حافظت علي رموزه القديمة وأعلن بعدها المجمع الرئاسي في مصر للحكومة المصرية الجديدة برئاسة الرئيس مبارك.
لم يكن يقيم رئيس الجمهورية المصري السابق حسني مبارك في القصر سوي في أوقات العمل الرسمية حيث كان يسكن في منزله الخاص بضاحية هليوبوليس مصر الجديدة في نفس الحي.
كما أن الرئيس السابق مبارك لم يكن يستقبل رؤساء وملوك الدول الأجنبية القادمة إلي مصر به إلا إذا كانت الزيارات «زيارة رسمية»، في حين أن معظم استقبالات الرئيس للرؤساء الأجانب في الأعوام الأخيرة لحكمه كانت تتم في شرم الشيخ علي ساحل البحر الأحمر، حيث يعتقد أن السبب هو الازدحام الموجود في مدينة القاهرة وما تسببه الإجراءات الأمنية من تفاقم للازدحام وقت زيارة الوفود الأجنبية.

## محاصرة القصر

### في ثورة يناير
سارت تجاه القصر المظاهرات التي أدت لاحقاً إلى اسقاط حكم محمد حسنى مبارك، حيث تم التهديد بأن تتحرك مسيرات ضخمة من المعارضين له يوم التخلي ان لم يتنازل قبل الظهيرة من ميدان التحرير باتجاه القصر لإخراجه منه،[بحاجة لمصدر] ليحتشد في وقت لاحق الآلاف أمام القصر تأهباً لاقتحامه، فسبقهم خطاب نائب الرئيس ورئيس المخابرات المصرية الأسبق آنذاك بتنحي حسنى مبارك عن منصبه كرئيس للدولة.

### في عهد مرسي

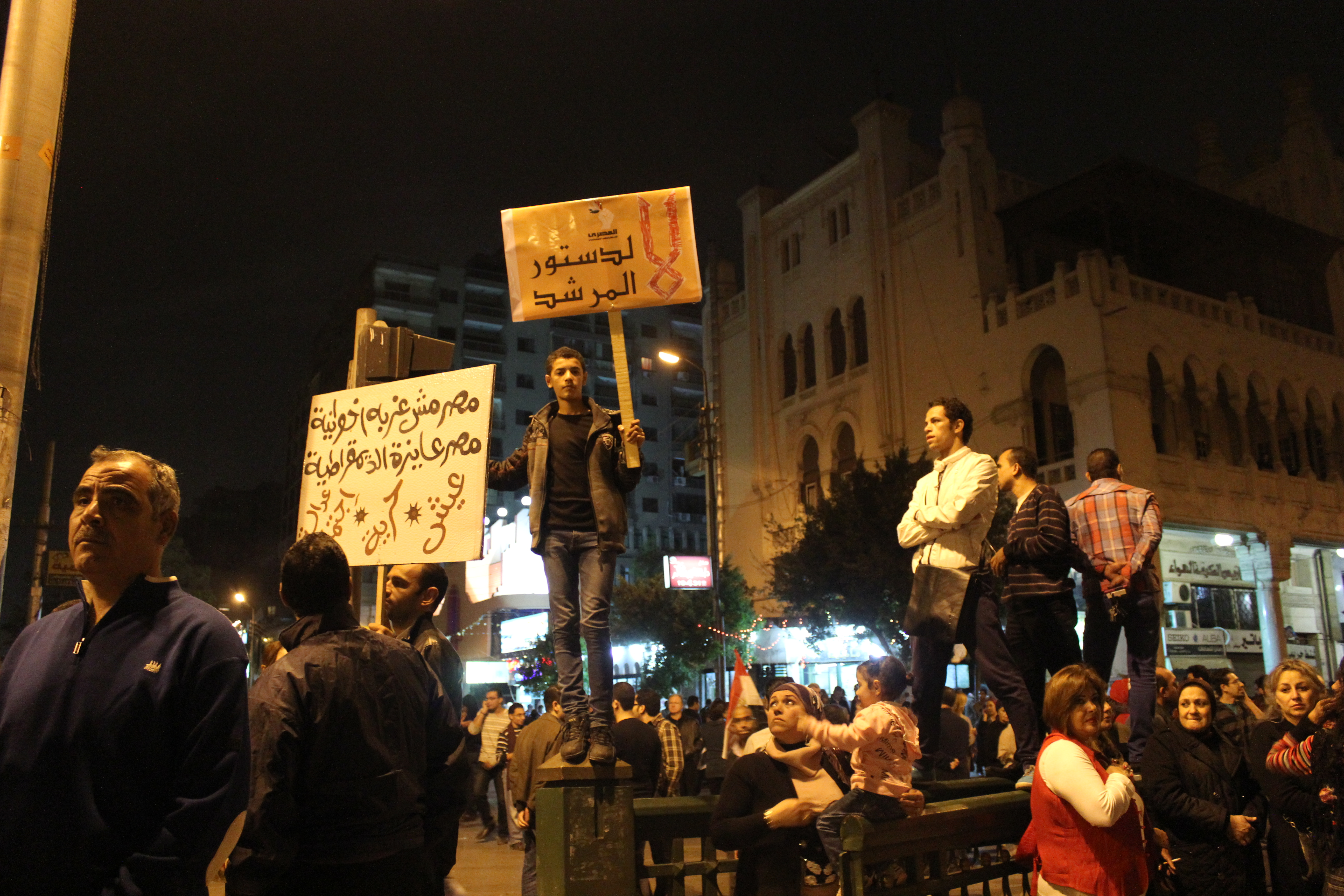
محاصرة قصر الإتحادية 4 ديسمبر 2012

اندلعت احتجاجات غضب بعد ما أصدر الرئيس محمد مرسي إعلان دستوري بتاريخ 22 نوفمبر 2012  واستمرت الاحتجاجات وشملت محاصرة قصر الإتحادية

## وصلات خارجية
- موقع رئاسة الجمهورية المصرية
- فندق قصر هليوبوليس